# Myopia (zespół muzyczny)
Myopia – polska grupa muzyczna wykonująca techniczny thrash metal z elementami progresywnego metalu. Powstał z inicjatywy perkusisty Bogdana Kubicy, oraz wokalisty Roberta Koconia w połowie lat 90. XX wieku, w Bielsku-Białej.

## Historia
Pierwszy materiał muzyczny zespołu, demo „Unknown Controls” wydane w 1995 roku, zostało nagrane przy udziale Bogdana Kubicy, Roberta Koconia i gitarzysty „Kazka”, który opuścił zespół wkrótce po jego wydaniu i zagraniu kilku koncertów. W 2000 roku zespół reaktywował się gdy do zespołu dołączył na krótko nowy gitarzysta Darek, który jednak opuścił zespół po sesji nagraniowej drugiego demo „Subconsciously Unconscious” w Selani Studio, w 2002 roku. Jeszcze tego samego roku do zespołu dołączył Kamil Smala. Nowy gitarzysta zdecydował się współpracę z zespołem, czego efektem było nagranie w 2005 roku w Olsztyńskim Studio X, a rok później wydanie płyty „Enter Insect Masterplan”. W 2007 roku wytwórnia Selfmadegod Records dokonała reedycji płyty „Enter Insect Masterplan”. W tym samym roku gitarzysta Kamil Smala opuścił zespół, a jego miejsce zajął obecny gitarzysta Robert Słonka, z którym początkiem 2009 roku zespół wydał swój drugi studyjny album „Biomechatronic Intervention”. Płyta zyskała dobre recenzje, a zespół nazywany był „polskim Voivod”. W 2012 roku ukazała się kolejna płyta „Simultaneous Simulations”, która była ostatnią rejestrowaną i produkowaną przez Szymona Czecha. Ostanim albumem, który ukazał się w 2017 roku był „Transmyopic Interconnection” nagrany w Studiu Heaven and Hell w Bielsku-Białej, po niej zespół zawiesił działalność.

## Muzycy

### Obecny skład zespołu
- Bogdan Kubica – perkusja
- Robert Kocoń – śpiew, gitara basowa[1]
- Robert Słonka – gitara elektryczna

### Byli członkowie zespołu
- Kamil Smala[2] – gitara elektryczna
- Darek[2] – gitara elektryczna
- „Kazek”[2] – gitara elektryczna

## Dyskografia
- Unknown Controls (Demo, 1995)
- Subconsciously Unconscious (Demo, 2002)
- Enter Insectmasterplan  (Promo, 2005)
- Enter Insect Masterplan (LP, 2007)
- Biomechatronic Intervention (LP, 2009)
- Simultaneous Simulations (LP, 2012)
- Transmyopic Interconection (LP, 2017)